# Van der A
Van der A is een van oorsprong Nederlandse achternaam, die duidt op een water (aa) waaraan gewoond wordt. In 2007 waren er in Nederland 178 naamdragers, waarvan de grootste concentratie naamdragers in Borger-Odoorn. Daar had namelijk 0,05% van de inwoners deze achternaam. In België komt de naam niet voor.
De naam is alfabetisch gezien de eerste achternaam van Nederland. De twee namen die volgen op Van der A zijn Van der Aa en A.B. De laatste naam in het alfabet is Zzamouri.